# Symfonie nr. 4 (Hendrik Andriessen)
De Nederlandse componist Hendrik Andriessen voltooide zijn Symfonie nr. 4 in 1954. Het was zijn laatste.
Alhoewel Andriessen nooit heeft laten blijken dat de Symfonische etude een oefening was voor het componeren van zijn vierde symfonie had dat er toch veel van weg. De symfonie heeft dezelfde opbouw en hetzelfde genre gemeen met de etude. Beide zijn gebaseerd op de dodecafonie zonder dat Andriessen zich strikt aan de regels daarvan hield. Hij ging met zijn muziektheorie aan de slag en kwam vervolgens met een symfonie gebaseerd op die twaalftonenreeks, waar anderen zich strikt aan de regels hielden. Andriessen hield de volgorde van de tonen bijvoorbeeld gedurende het gehele werk hetzelfde. De basismelodie wordt als een cantus firmus behandeld.

## Aanleiding
Het werk is geschreven ter gelegenheid van het 50-jarig bestaan van het Residentie Orkest. De opdracht kwam van de Johan Wagenaar-Stichting en de componist overhandigde het werk op 20 november 1954 aan het orkest, dat op diezelfde datum in 1904 was opgericht. De eerste uitvoering vond plaats in het Gebouw voor Kunsten en Wetenschappen in Den Haag op 8 december 1954. Dirigent was Willem van Otterloo.

## Indeling
Het werk is in drie delen geschreven:
1. Molto grave e energico (in C majeur)
2. Andante sostenuto (in C majeur)
3. Finale (in Es majeur).

## Orkestratie
De 146 pagina's bevattende partituur is voor een klassieke samenstelling van het orkest:
- 3 dwarsfluiten, 2 hobo's, 2 klarinetten, 2 fagotten
- 4 hoorns, 3 trompetten, 3 trombones, 1 tuba
- pauken, percussie, 1 harp
- violen, altviolen, celli, contrabassen

## Discografie
- Uitgave Et’cetera: Radio Philharmonisch Orkest o.l.v. Jean Fournet in een opname van 13 mei 1982.
- Uitgave CPO: Netherlands Symphony Orchestra o.l.v. David Porcelijn in een opname van 12-13 februari 2013